# 東武バスウエスト天沼営業所
東武バスウエスト天沼営業所（とうぶバスウエストあまぬまえいぎょうしょ）は、埼玉県さいたま市大宮区天沼町二丁目にかつて存在した東武バスウエストの営業所。最寄りバス停は「天沼車庫」であった。大宮営業事務所の傘下、所属車両のナンバーは大宮ナンバーであった。
2022年4月1日に、同じ大宮営業事務所傘下にある岩槻営業所への統合に伴い閉所、存続路線は岩槻営業所に移管された。
ターミナルは北浦和駅・さいたま新都心駅・大宮駅のそれぞれ東口側で、両駅間を結ぶ路線およびターミナルから緑区三室にあるさいたま市立病院（旧：浦和市立病院）までを結ぶ路線を主に担当していた。東武バス公式ホームページの路線図は、天沼営業所と岩槻営業所が1つにまとめられていた。

## 沿革
- 1970年4月 - 大宮営業所天沼出張所発足。
- 2002年4月 - 東武バスウエスト発足に伴う組織変更により、天沼営業所となる。
- 2008年8月9日 - 同営業所所管路線にPASMOを導入。
- 2019年5月7日 - 大宮区役所移転に伴い、大都23で経路変更を実施[3]。
- 2020年9月7日 - さいたま新都心バスターミナル開業に伴い、新都21、大都23で経路変更[4]。
- 2021年1月29日 - 諸般の事情により、浦31の常盤局前を廃止[5]
- 2021年1月30日 - 浦44廃止に伴い、浦32を新設[6]。
- 2022年4月1日 - 岩槻営業所との統合に伴い閉所[1]、存続路線は岩槻営業所に移管。

## 閉鎖時に運行されていた路線

### 北浦和駅発着系統
浦31は岩槻営業所に移管、浦32は当営業所が閉鎖される直前の2022年3月27日で廃止された。
- 浦31：浦和駅西口 - 常盤二丁目 - 北浦和駅 - 浦高南 - 市営アパート - さいたま市立病院
- 浦31：北浦和駅 - 浦高南 - 市営アパート - さいたま市立病院（深夜バスあり）
- 浦31：北浦和駅 - 浦高南 - 市営アパート - 山崎（北浦和駅行きはJR社員寮前始発）
- 浦31：北浦和駅 - 浦高南 - 市営アパート
- 浦31急行：北浦和駅 → （急行） → 教育センター → さいたま市立病院
- 浦32：北浦和駅 → 領家住宅 → 大宮警察 → 天沼車庫(2022年3月27日で廃止)

北浦和から市立病院まで市道北宿通り（通称）を道なりに通る路線である。大多数の便が北浦和駅 - 市立病院の運行であり、日中でも同区間は毎時6本以上運行されている。平日朝の市営アパート〜北浦和駅間は1時間に30本以上の超高頻度運行を行っている。
浦31（山崎発着）は道祖土（さいど）交差点（「総合教育センター交差点」から改称）から新都21の経路に入る。また山崎行は山崎到着後岩01の経路を利用し北浦和駅まで回送されるほか、山崎発はその逆経路で北浦和駅から山崎まで回送された上で山崎発北浦和駅行きとなる。浦31の浦和駅 - 北浦和駅間は岩01と重複する。浦31（山崎発）は朝の北浦和駅行のみ、浦31（山崎行き）は夕方を中心に運行している。また、土休日ダイヤにおける山崎発は6時台と7時台に1本ずつの計2本のみ、山崎行きは18時台の1本のみとなるなど、運転本数が平日に比べ極端に少なくなる。また、2020年4月25日のダイヤ改正前までは平日夕方における山崎行きも非常に本数が少なかったがこの改正で大幅に増便された。
浦31（急行）は平日夕方の市立病院方面のみ運行されている。北浦和駅を出ると、教育センター前まで直行で運転する。通過区間については浦31（山崎発着）を続行で運転して利便性を確保している。西宿 - 市立病院間は国際興業バス浦08系統と並行する。
2021年1月29日に大宮営業事務所の浦44が廃止されたこと伴い、翌日から浦32が運行を開始した。さいたま新都心駅東口の近隣を通過するが駅には乗り入れず産業道路をそのまま北上して天沼車庫へ至る。

### 大宮駅東口・さいたま新都心駅発着系統
一部を除き岩槻営業所に移管された。
- 新都21：さいたま新都心駅東口 - 大宮警察南 - 西高前 - 山崎 - 西宿 - さいたま市立病院
- 新都21：さいたま新都心駅東口 - 大宮警察南 - 西高前 - 山崎 - 道祖土二丁目
- 大都23：大宮駅東口 - 大宮区役所 - さいたま新都心駅東口 - 大宮警察南 - 西高前 - 山崎 - 西宿 - さいたま市立病院
- 大都23：道祖土二丁目 → 山崎 → 西高前 → 大宮警察南 → さいたま新都心駅東口 → 大宮区役所 → 大宮駅東口（平日朝のみ）
- 大都23：大宮駅東口 - 大宮区役所 -さいたま新都心駅東口
- 大都23：大宮駅東口 → 大宮区役所（平日朝のみ）※現在は廃止しています。

さいたま新都心駅から南下し、さいたま新都心バスターミナル前を経由して東へ折れ、産業道路に出て南に進み、埼玉県道120号上木崎与野停車場線で東北へ曲がり、第二産業道路の山崎交差点で東南へ折れて、道祖土交差点で北宿通りに入り市立病院へ向かう路線である。朝ラッシュおよび夕方ラッシュの時間帯以降は新都21（さいたま市立病院発着）が、それ以外の時間帯は大都23（さいたま市立病院発着）が運行されている。
新都21は開設当初は岩槻との共管であったが、その後当営業所による単独運行に変更された。
大都23は2009年10月11日の改正で新設。大新23は大宮駅東口まで実質上区間延伸したもので、当初は平日9本、土日祝日23本の運行だった。大宮駅東口からさいたま新都心駅間は当初、宇都宮線と並行に沿る埼玉県道164号鴻巣桶川さいたま線（旧中山道）を通る経路で、路線開設までさ33と西武バス大38が日に数本通るのみであったが大幅に増発した格好となっている。2010年7月26日の改正で、新都21（さいたま市立病院発着）は、朝ラッシュ時と一部時間帯を除いて、大都23（さいたま市立病院発着）に振り返られた。
大宮警察署が2017年11月27日に現在地へ移転したことに伴い、2018年1月13日に「北袋住宅」停留所を「大宮警察」停留所に改称した。
大宮区役所が2019年5月7日に新庁舎へ移転したことに伴い、同日から大都23の運行経路を「吉敷一丁目」停留所経由から新設の「大宮区役所」停留所経由に変更し、また、大都23（大宮区役所行き）が新設された。2020年9月7日改正で、それまでの埼玉県道56号さいたまふじみ野所沢線を経て北袋交差点で産業道路を南下（上記の「大宮警察」停留所を経由）するルートから、新都心バスターミナル前 - 大宮警察南を経由する新設のルートに変更された。
岩槻営業所との統合による再編では、大都23：大宮駅東口 → 大宮区役所（平日朝のみ）のみ廃止となった。また、これにより新都21は岩槻の所管が事実上復活する形となる。

## 廃止路線
- 浦32（初代）：県庁前 - 常盤二丁目 - 北浦和駅東口 - 領家派出所 - 西高入口 - 工芸センター
- 浦32（二代）：北浦和駅 → 領家派出所 → 西高入口 → 西高前 → 東下木崎 → 皇山道 → 領家派出所 → 北浦和駅（木崎循環西高先回り）
- 浦32：北浦和駅 → 領家派出所 → 皇山道 → 東下木崎 → 西高前 → 西高入口 → 領家派出所 → 北浦和駅（木崎循環皇山道先回り）
- （系統番号なし）北浦和駅 - 浦高前 - 東下木崎 - 西高前 - 北袋住宅 - さいたま新都心駅東口
  - 2006年の改正で木崎循環が廃止された。半年後に復活したが、西高先回り経由のみの運行となっていた。しかし、2008年10月11日の改正において再度、木崎循環が廃止された。この改正により、新浦32の本数が僅かに増え、土曜・日祭も8往復の運行が開始されたが、2009年10月11日にまたも廃止された。
- 浦44：北浦和駅- 領家交番 - 上木崎 - 大宮警察- さいたま新都心駅東口 - 天沼車庫 - 大宮駅東口
- 大44：大宮駅東口 - 天沼車庫
  - 浦44・大44共に大宮営業事務所の単独担当に変更。
- 大都24：大宮駅東口 - 吉敷一丁目 - さいたま新都心東口 - 北袋住宅 - 西高前 - 山崎 - 東新井団地
  - 2009年10月11日の改正で新設された路線。土日祝日のみ5便運行していた。2017年6月19日改正にて廃止された。
- 大都23：大宮駅東口 → 大宮区役所（平日朝のみ）[1]
  - 岩槻営業所に移管されることなく2022年4月1日付で廃止

## 車両
日野車が中心となっており、主にノンステップバスでの運行が大半を占めていたが、4台と少数ながらワンステップバスも所属していた。
かつては大宮営業事務所や上尾営業所と同様に前乗り先払い路線が存在する関係で3扉車が導入されていた。1995年には3扉車の導入を他のニ営業所に先んじて中止したが、代わりに前乗り路線向けに特化した前中扉車（4枚折戸仕様）を6台導入し、その内2台が試作ワンステップ仕様で製造された。